# Achna
Ancha (turkiska: Düzce) är en övergiven by i Famagusta distrikt på Cypern. På orten fanns fotbollsklubben Ethnikos Achna FC, som tog sig vidare från Intertotocupen 2006.

### Fotnoter
1. ↑  ”First eleven picked for UEFA Cup” (på engelska). UEFA. 24 juli 2006. http://www.uefa.com/news/newsid=440457.html. Läst 1 februari 2014.